# Alarme

Sistema japonês de alarme contra terremotos.

O termo alarme ou alarma (do italiano all'arme) significa o brado às armas ou rebate. Pode ser utilizado também como sinal para dar aviso de algum perigo, confusão, comoção ou tumulto. Alguns usam o termo para indicar susto, sobressalto, inquietação, vozearia ou gritaria.

## História
Em tempos remotos da humanidade, sempre quando se tinha uma comunidade, havia aqueles que eram os responsáveis para dar o alarme em caso de algum tipo de calamidade, seja natural, ou não.
Na pré-história, os seres humanos revezavam-se ao cuidar dos aglomerados contra agentes que causavam danos à comunidade, estabelecendo-se estrategicamente de forma a proteger-se de ataques de animais e de situações de risco. Segundo Roger Fouts, os chimpanzés também possuem mecanismos de defesa e vigilância para alarmar suas comunidades em caso de perigo iminente. Portanto, os sinais de alarme no sentido de proteção ou defesa de grupos estão intimamente ligados à proteção das espécies.
Algumas espécies de aves aquáticas, como o ganso, desenvolveram o hábito de estarem sempre alertas; existe sempre um membro do grupo que fica atento o tempo todo e, ao menor sinal de perigo, dá o alarme.
Nos dias de hoje, os alarmes são feitos para proteger pessoas e bens. Existem diferentes tiposː desde aqueles para proteger espaços físicos, até aqueles que protegem espaços virtuais como a Internet.